# 何出光
何出光（1555年—1597年），字兆文，號中寰，河南開封府扶溝縣人，民籍，明朝政治人物。

## 生平
萬曆十年（1582年）壬午科河南鄉試第十四名，萬曆十一年（1583年）聯捷癸未科會試第一百四十名，登三甲第八十六名進士。刑部觀政，本年授山西曲沃县知县，十三年充本省乡试同考官，十五年行取，十六年三月选授贵州道試監察御史，论列东厂太监张鲸，十七年巡按真定，十九年巡按山东，本年七月监山东乡试。出为太原府知府，二十一年京察以浮躁降調，降江西宁州判官，二十二年升樂陵知縣，調完縣，二十五年卒。

## 家族
曾祖何政；祖父何世亨，曾任壽官；父何岑，曾任通判。母張氏。永感下。兄何出图，万历十四年進士。曾孫何際美，康熙甲辰進士。